# Ytterst-Småträsket
Ytterst-Småträsket är en sjö i Lycksele kommun i Lappland och ingår i Umeälvens huvudavrinningsområde. Sjön har en area på 0,341 kvadratkilometer och ligger 335,8 meter över havet. Sjön avvattnas av vattendraget Nymyrbäcken.

## Delavrinningsområde
Ytterst-Småträsket ingår i det delavrinningsområde (722796-162045) som SMHI kallar för Utloppet av Ytterst-Småträsket. Medelhöjden är 367 meter över havet och ytan är 18,69 kvadratkilometer. Räknas de 2 avrinningsområdena uppströms in blir den ackumulerade arean 45,25 kvadratkilometer. Nymyrbäcken som avvattnar avrinningsområdet har biflödesordning 4, vilket innebär att vattnet flödar genom totalt 4 vattendrag innan det når havet efter 249 kilometer. Avrinningsområdet består mestadels av skog (70 procent) och sankmarker (26 procent). Avrinningsområdet har 0,34 kvadratkilometer vattenytor vilket ger det en sjöprocent på 3,9 procent.